# Função matricial
Em matemática, uma função matricial é uma função cujo domínio são matrizes. O determinante, o traço e a exponencial matricial são exemplos de funções matriciais cujo domínio são as matrizes quadradas com imagem nos números complexos.
O termo também pode ser usado para a generalização de uma função f de escalares, para uma função fM entre matrizes quadradas. Por exemplo, um polinômio p(x) leva naturalmente a uma função p de domínio no conjunto das matrizes quadradas de ordem nxn e contra-domínio no mesmo conjunto.

## Polinômio matricial
Seja {\displaystyle f(x)} um polinômio na variável {\displaystyle x} definido por:
{\displaystyle f(x)=a_{0}+\sum _{i=1}^{m}a_{i}x^{i}}.
Se {\displaystyle A} é uma matrix quadrada {\displaystyle n\times n} então {\displaystyle f(A)} é definido como:
{\displaystyle f(x)=a_{0}I+\sum _{i=1}^{m}a_{i}A^{i}}.
onde {\displaystyle I} é a matriz identidade {\displaystyle n\times n}.
Fixando-se a matriz A, a função
{\displaystyle \epsilon _{A}:K[x]\to M_{n\times n}}
que leva cada polinômio p com coeficientes em K na matriz p(A) é um homomorfismo das álgebras. Em particular, é um homomorfismo de anéis, portanto o seu núcleo é um ideal de K[x].
A seguinte propriedade vale para qualquer polinômio p, quando a matriz A é um bloco de Jordan:
{\displaystyle p\left({\begin{bmatrix}\lambda &1&0&\ldots &0\\0&\lambda &1&\ldots &0\\\vdots &\ddots &\ddots &\ddots &\vdots \\0&\ldots &0&0&\lambda \end{bmatrix}}\right)={\begin{bmatrix}{\frac {p(\lambda )}{0!}}&{\frac {p'(\lambda )}{1!}}&{\frac {p''(\lambda )}{2!}}&\ldots &{\frac {p^{(n)}(\lambda )}{n!}}\\0&{\frac {p(\lambda )}{0!}}&{\frac {p'(\lambda )}{1!}}&\ldots &{\frac {p^{(n-1)}(\lambda )}{(n-1)!}}\\\vdots &\ddots &\ddots &\ddots &\vdots \\0&\ldots &0&0&{\frac {p(\lambda )}{0!}}\end{bmatrix}}.}
Isto motiva a definição de f(A) para qualquer matriz A e qualquer função f para as quais as derivadas de ordem suficiente estão definidas nos auto-valores da matriz.

## Calculo funcional
Se {\displaystyle A} é uma matriz auto-adjunta e {\displaystyle P} é um polinômio , então vale a igualdade:
- {\displaystyle \|P(A)\|=\sup _{\lambda \in \sigma (A)}|P(\lambda )|}

aqui a norma matricial é a norma operacional euclidiana e {\displaystyle \sigma (A)} é conjunto de autovalores de {\displaystyle A}